# 俄谷砂留

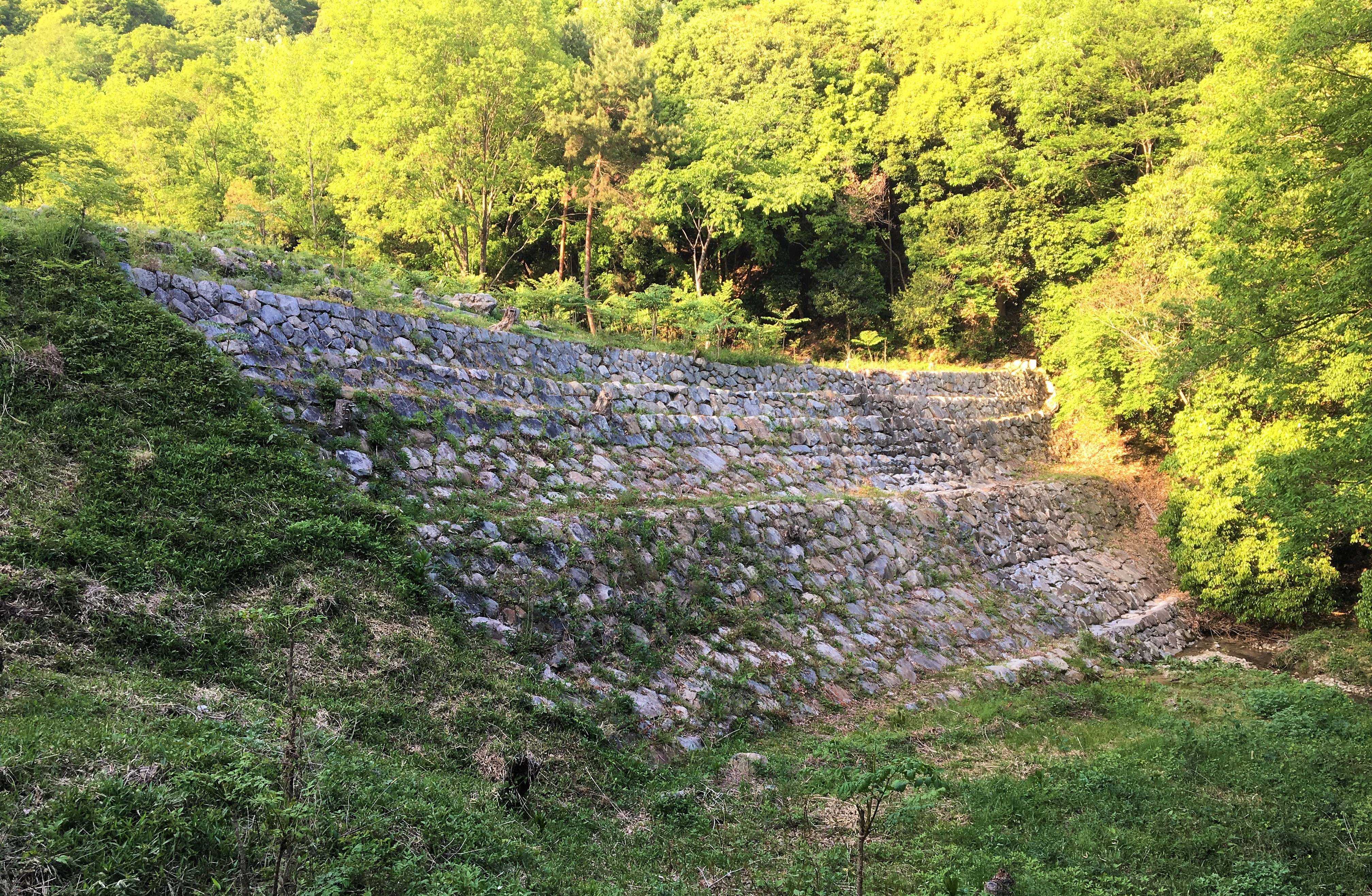
広島県福山市山手町の俄谷砂留群の第2番砂留

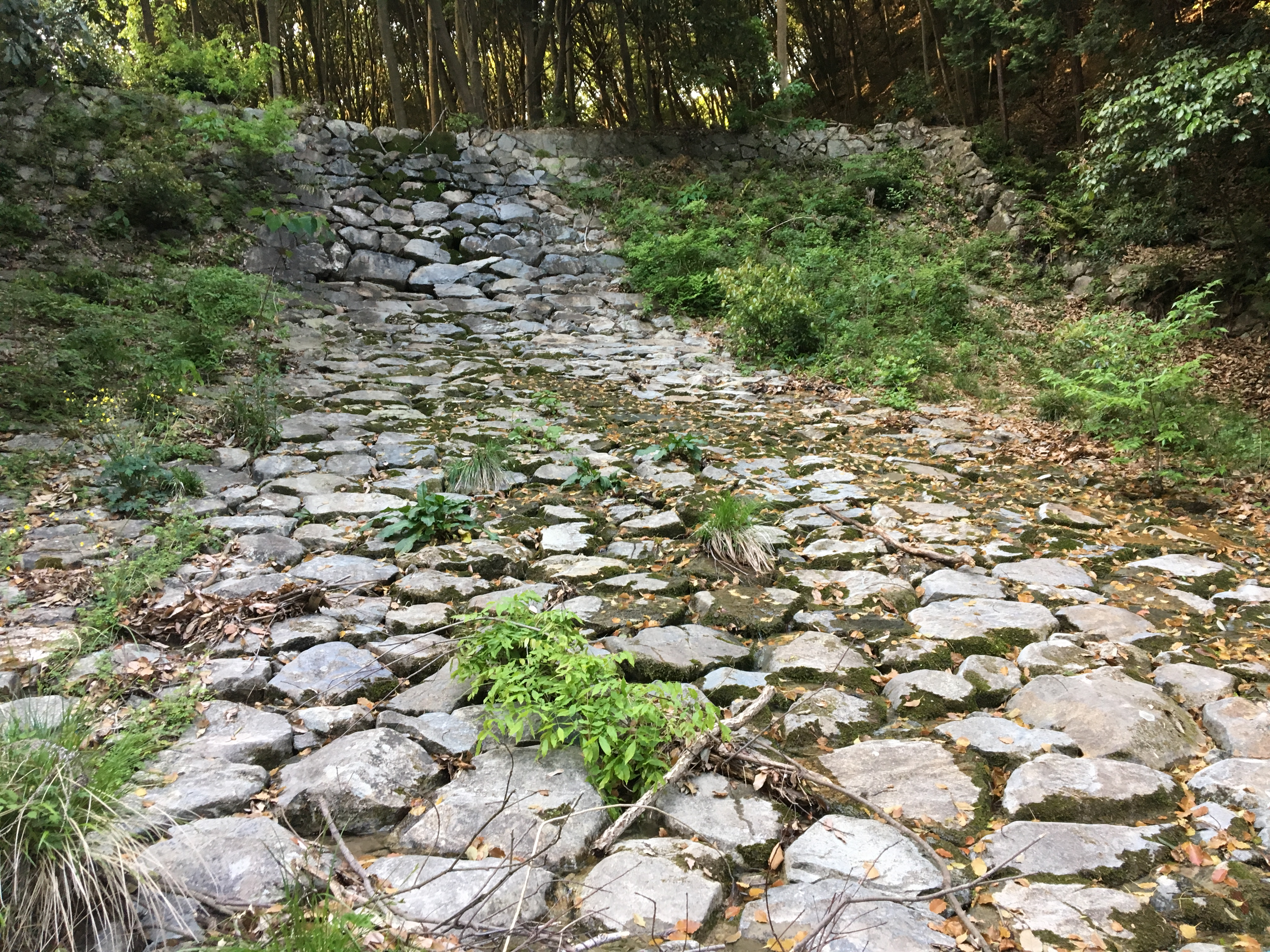
第1番砂留

俄谷砂留（にわかだにすなどめ）は、広島県福山市山手町の小田川にある江戸時代後期の石積砂防堰堤。御趣法金（ごしゅほうきん） によって造られたため俄谷御趣法砂留とも呼ばれる。合計14基の砂留が造られた。

## 背景

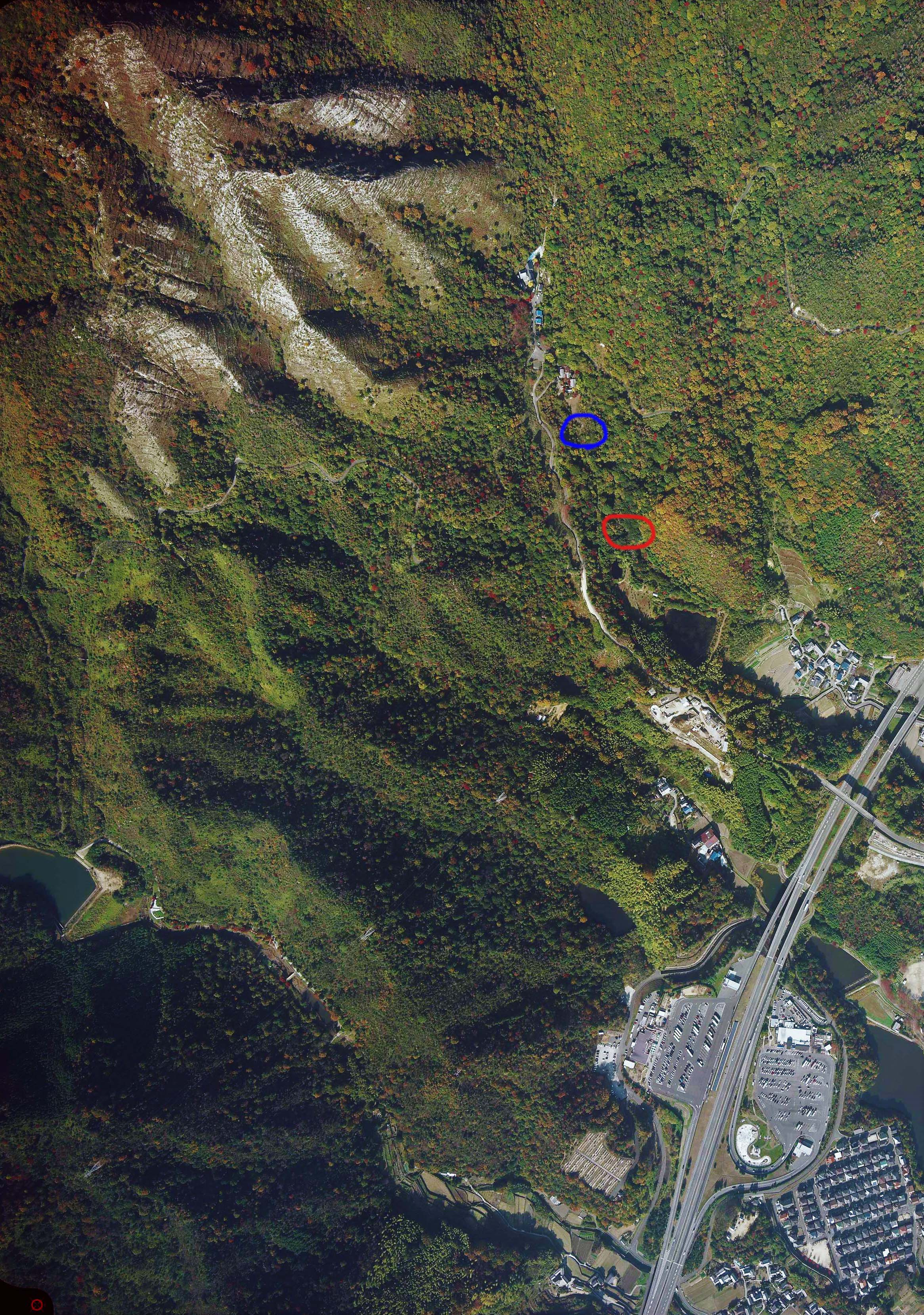
赤丸が第1砂留、青丸が第2砂留。右下は山陽道福山サービスエリア

砂留とは、いわゆる砂防堰堤であり、多くは石積堰堤である。備後地方は比較的降水量が少ない地域であるが、地質学的には中生代の花崗岩で構成される山々が多く、それらは風化によって脆弱化しており、長雨によってしばしば土石流を伴った豪雨災害を引き起こした。加えて、江戸時代に人口の急増を受けての材木や薪・木炭材料としての森林需要は多いに活発化し、無計画な伐採の取り締まりが後手に回ったこともあり、山々は禿山となっていた。そのため福山藩では1600年代半ばより長雨のたびに土石流によって下流の水田や住居に多大な被害が生じるようになった。このような問題は全国的にも見られ、1684年（貞享元年）には徳川幕府が『諸国山川掟』を発布している。時の福山藩藩主の水野勝種、そして続く藩主阿部正邦、阿部正福らは、この状況に対して土砂災害頻発地区への土砂溢漏防止工事を推進したとされる。その結果、1738年から1885年にかけて広島県の福山市を中心とした備後地方に、数多くの砂留が造られた。福山市の津之郷を流れる小田川は、北側にある俄山（標高314メートル）やその西側にある高増山（標高398メートル）を源流とするが、双方とも江戸末期には山頂付近は白砂が露出する禿山となっていた。江戸末期から大正初期にかけて行われた砂防事業と植林事業により、大正12年に編纂された沼隈地誌においてようやく山に緑が回復してきたことが記載されている。小田川は短い河川であるが、下流域は天井川となっており頻繁に洪水を来たし、上流側は急峻な勾配となっており土石流災害が頻発していたため、砂留が造られたとされる。砂留は、旧津之郷村に築かれたが、丁度村境にあるため隣接する旧山手村も田への土砂流入に苦慮していた。工事は「六郡」、つまり福山藩の全ての郡で労働者が集められて工事が行われた。1835年（天保6年）の「御桶方御郡方村方普請場処附帳」では、「俄谷砂留大小拾四ケ所六郡寄、津之郷村地内御座候得共・・・」と工事に関する記述が残されている。

## 俄谷1番砂留
1番砂留は石張り土堰堤形式の砂留であるが、乱層混合積という表現も使用される。堰堤幅は22.5メートル、高低差は10.2メートルの規模である。前後方向の延長は32.9メートルにもなる。1812年（文政9年）に記された「山手村絵図」に掲載されているので、それ以前に築かれたとされる。1827-1829年に修復工事が実施されている。1834年（天保5年）には、2番砂留着工の時期に合わせて上層部のかさ上げ増築がなされた。小田川に堆積した土砂を緩いアーチ形状に造成し、割石を表面に敷いて土砂止めとした。勾配は極めて緩く設定され31%となっている。しかしその後も土砂が上流より流れ出すために、背後に積もった堆積土砂をアーチ状に形成して石張りを行い、先の緩斜面の上流側に堰堤式の砂留を築き一体とした。俄谷下砂留とも呼ばれる。

## 俄谷2番砂留

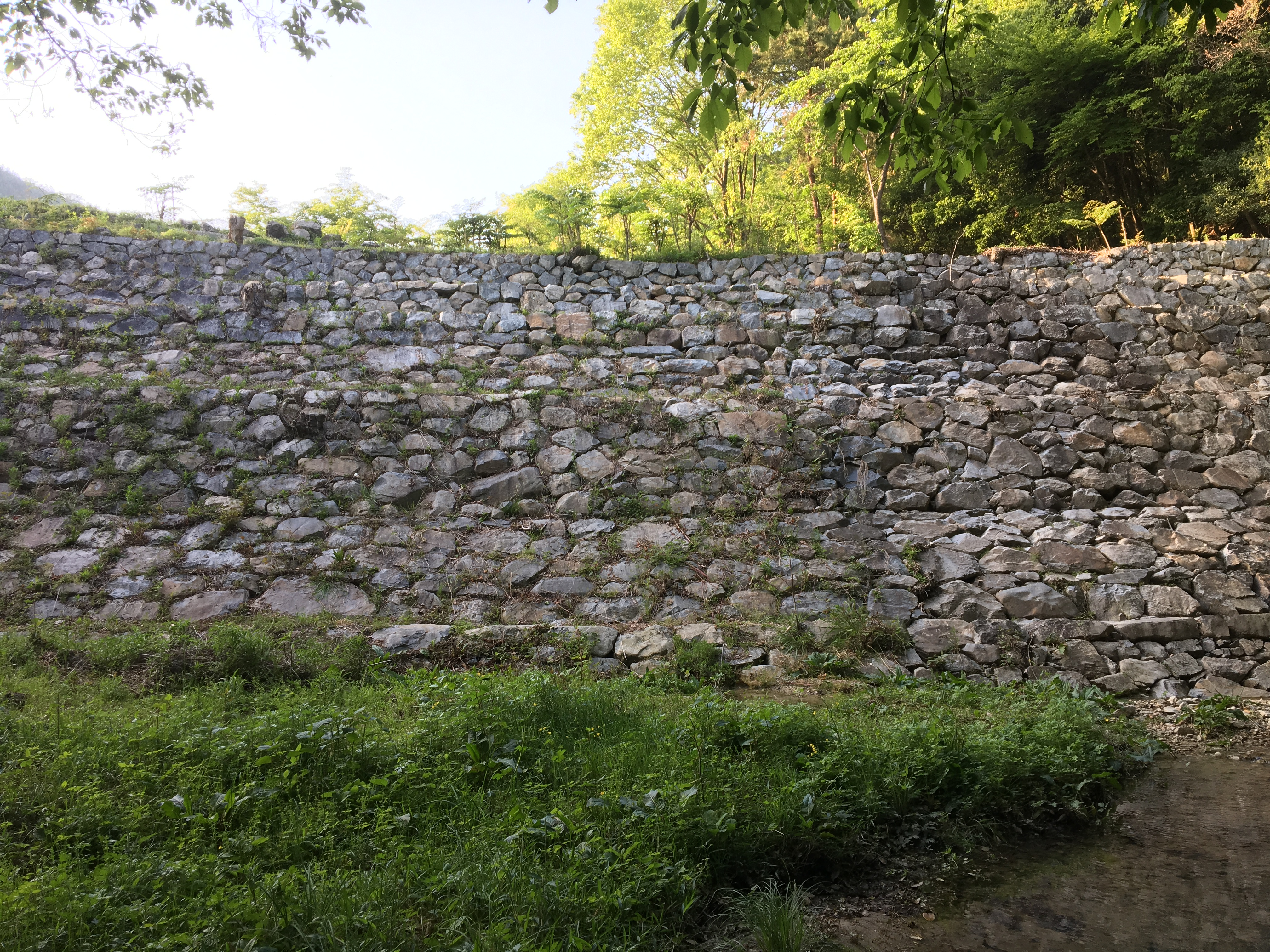
第2番砂留正面

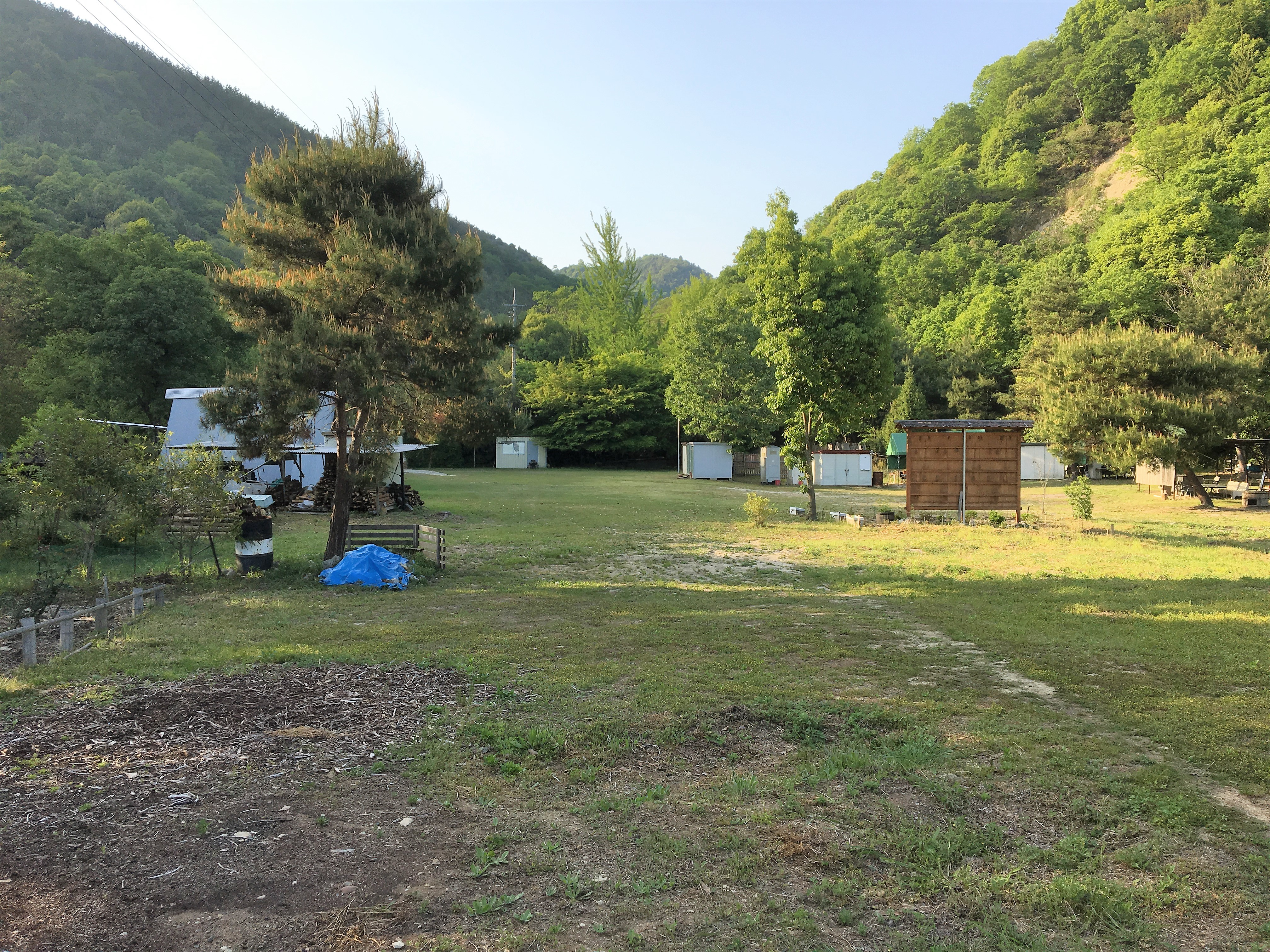
第2番砂留の上流側に地元住民らによって整備された公園

2番砂留は、福山市内の砂留の中で最大の堰堤長（66メートル）を誇る。石積の高さは8.4メートル。4段構造の石積堰堤形式で、乱層重ね積になっている。下2段は直線の石積で上2段は緩いアーチ状の石積となっている。1番砂留の120m上流側にあり、単に御趣法砂留というと狭義にはこの2番砂留を指す。2番砂留後方の砂溜まりは地元住民を中心に結成された「里山里地を守る会」によって伐採整備が行われ、仮設トイレや休憩所が設置されキノコの栽培や炭火焼きも行われている。1833年に着工され、1848年に完成したが、その後にも積み増し工事を受けている。
北緯34度29分57.8秒 東経133度18分46.3秒 / 北緯34.499389度 東経133.312861度座標: 北緯34度29分57.8秒 東経133度18分46.3秒 / 北緯34.499389度 東経133.312861度

## その他の砂留
周辺や上流に小型の砂留が存在する事が知られる。1812年の「山手村絵図」には当時合計14基の砂留が存在すると記載されているが、それらしい砂留がいくつか残っている。江戸時代以後に追加設置されたと思われる砂留も混在している。2番砂留の砂溜まり後方北西側に俄山弘法大師堂があり、俄山弘法大師堂から北側400ｍの位置にある女郎塚および不動院奥院に至る山道を歩くと、そのうちの4基ほどを見ることが出来るが、1番および2番以外の砂留は観光目的の周辺整備や補修は行われていない。

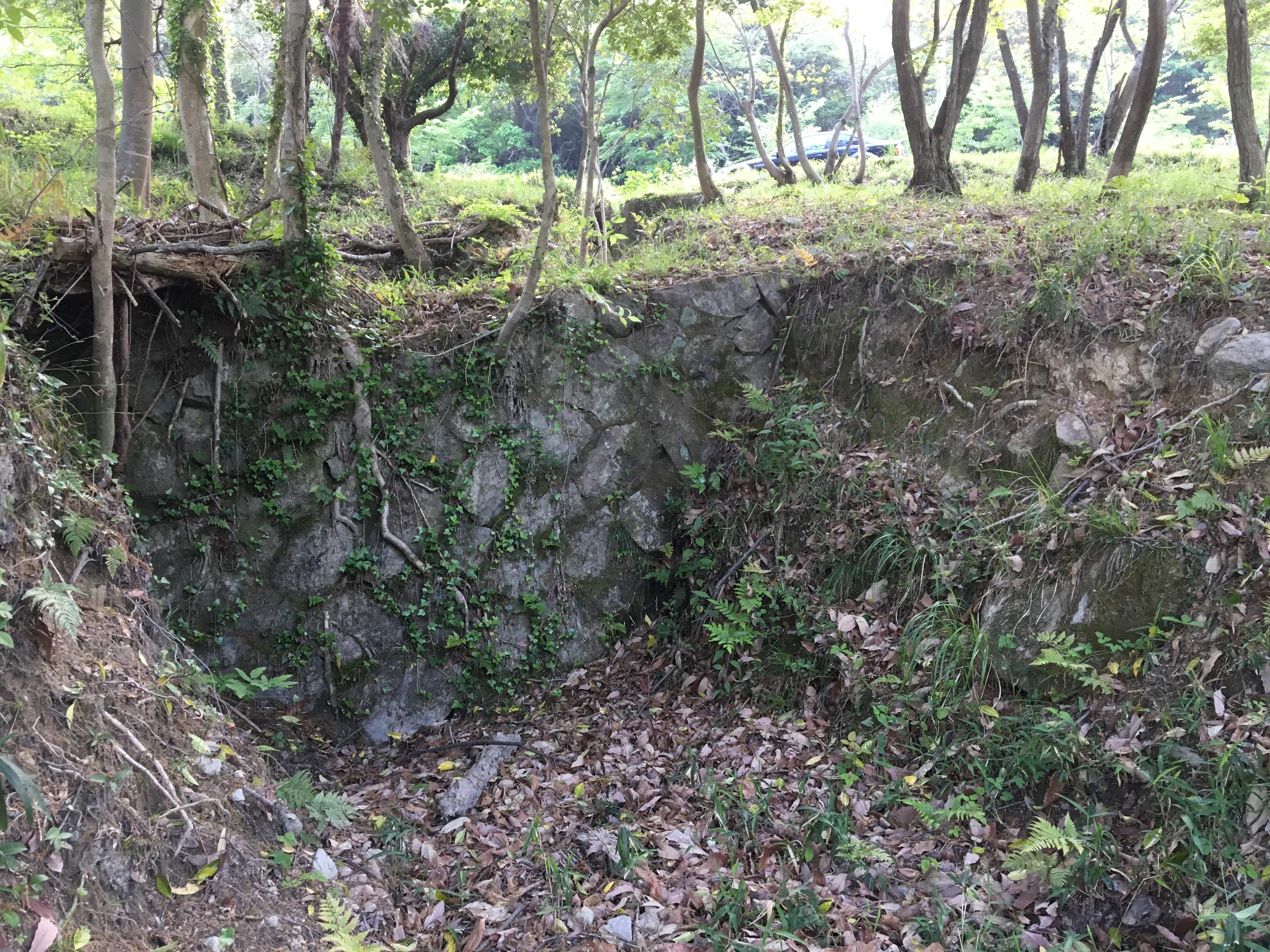
第2番砂留の上流側西側にある小型の砂留。何番かは不明
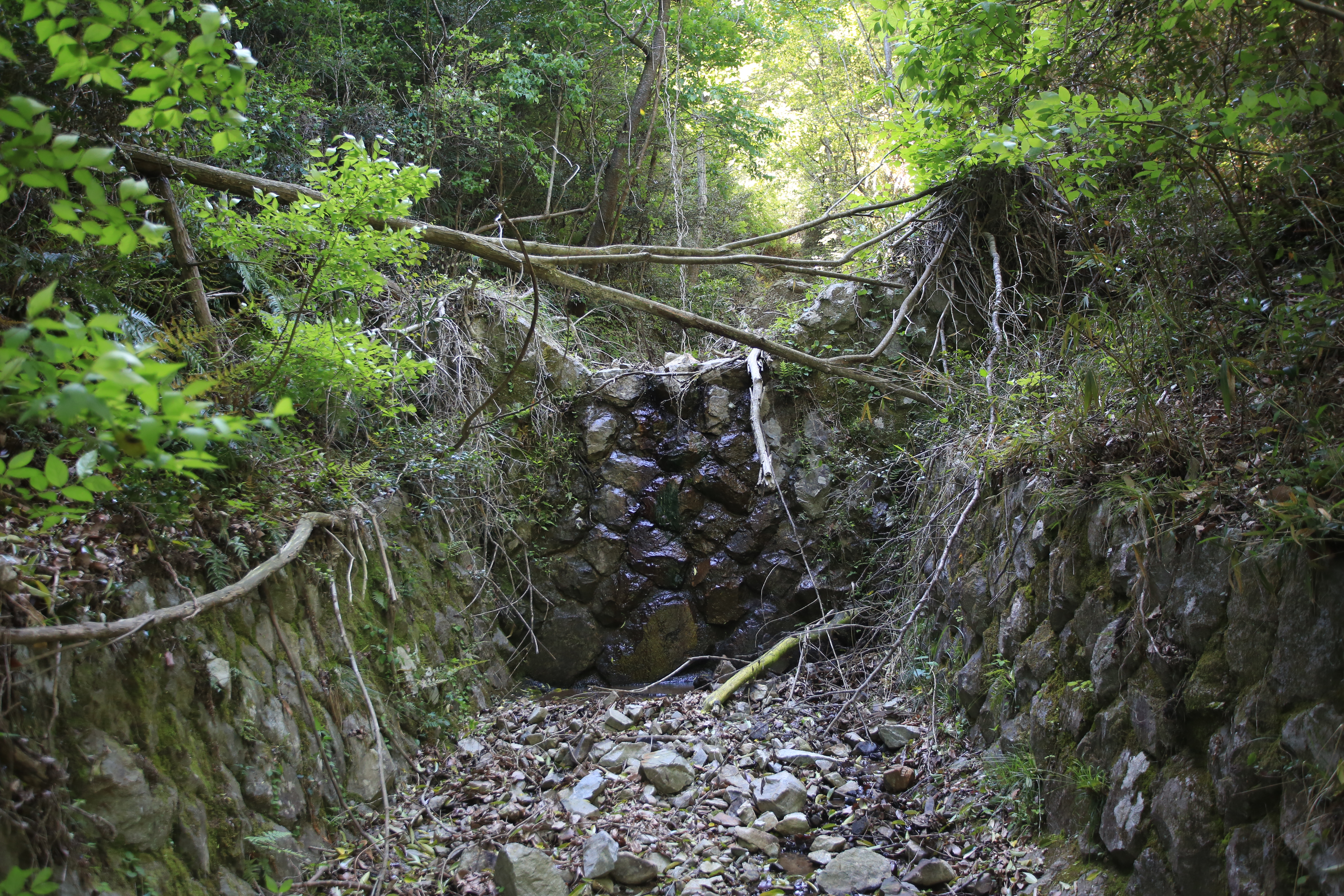
女郎塚に向かう途中で見られる小型の砂留その1
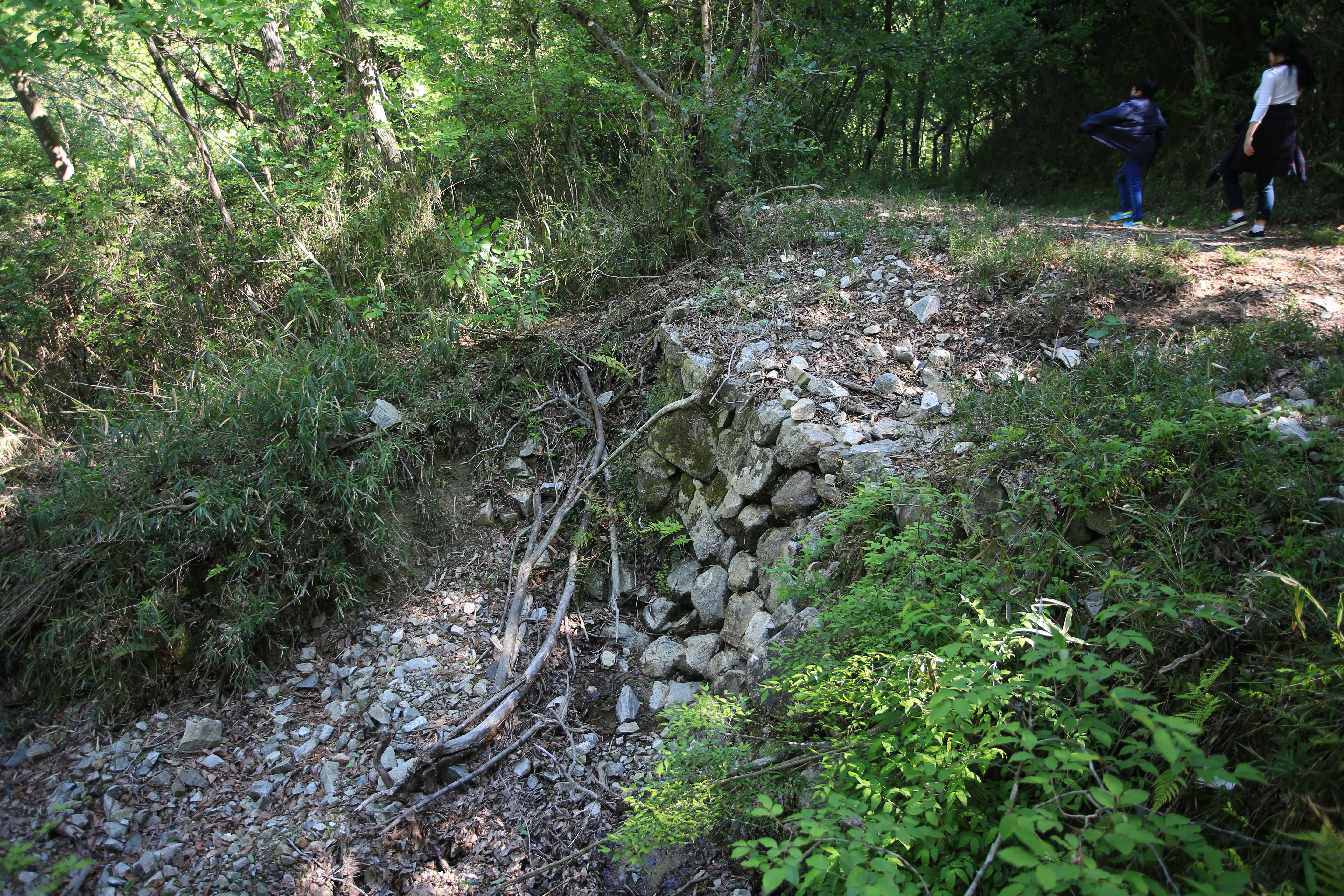
同右；その2
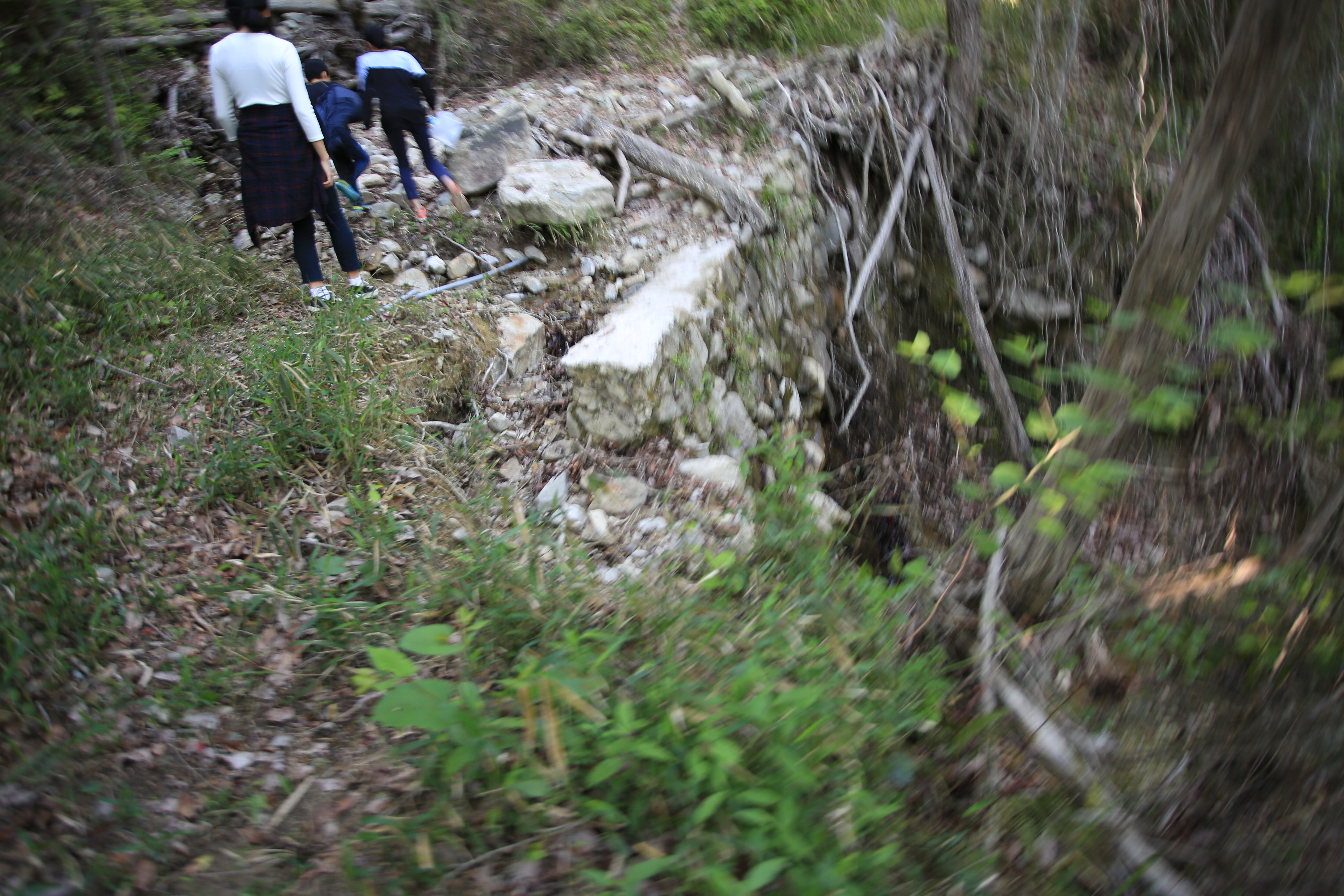
同右；その3
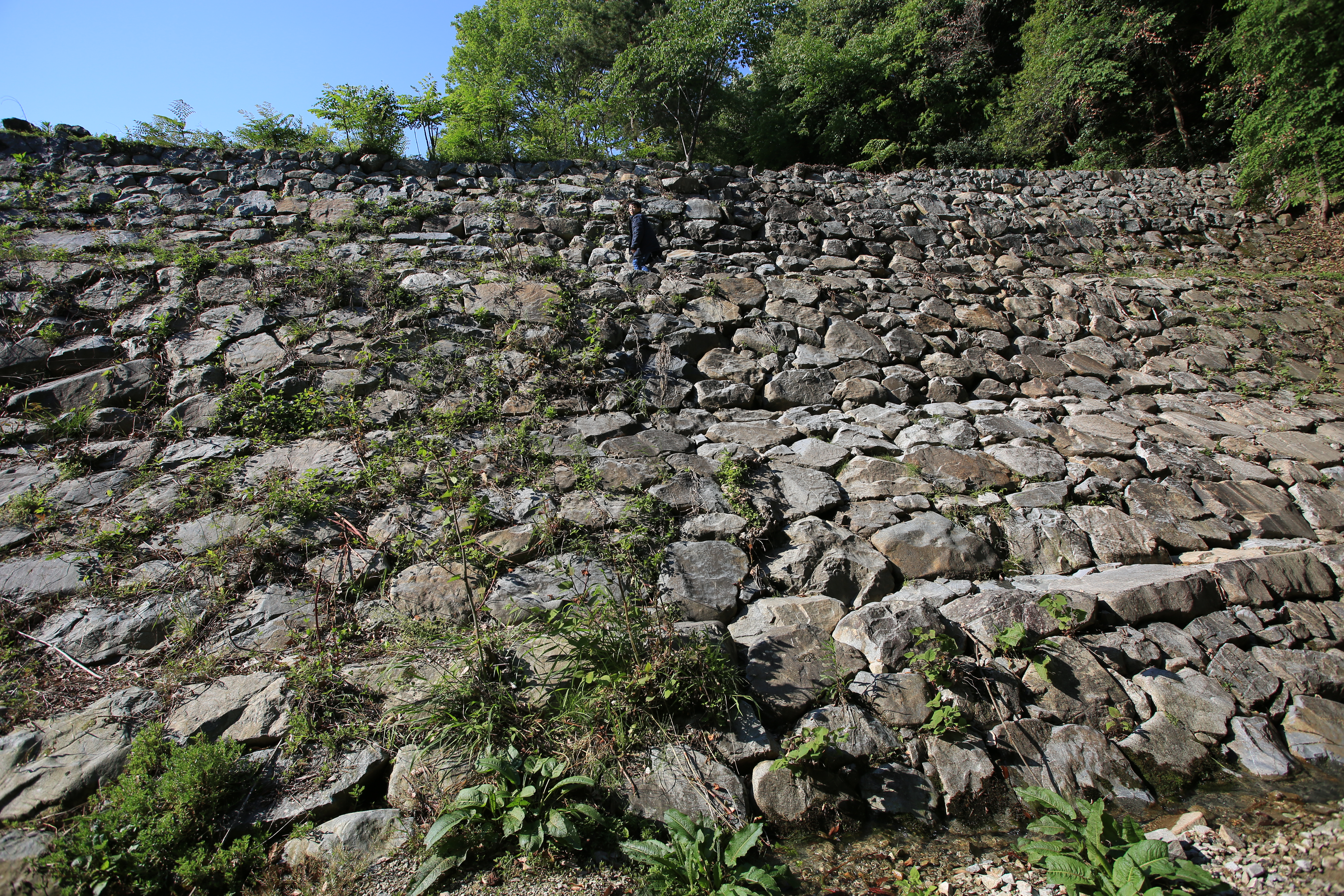
2番砂留；人物とのサイズ比較

## 俄池と道佐の滝
1番砂留の下流には俄池があり、その東側には川幅4m、落差11mの「道佐の滝」がある。この滝は、杢原出身の彫刻家濱田行慶が修行したとされ、同氏が「道佐の滝」と名付けたとされる。

## 交通
- JR福山駅より中国バスの津之郷線乗車、弘法入口バス停下車徒歩5km。
- 山陽高速道路福山サービスエリアにあるスマートインターチェンジより広島県道463号線を北へ「弘法水」方面へ2.5 km。「弘法水」手前の四差路手前で右側の渓谷を下ると2番砂留がある[注釈 3]。駐車場あり。

## 特記事項
- 同じく福山藩の趣法金で築かれた砂留として1854年に造られた福山市神辺町西中条の深水川の深水砂留所が知られている[3]。
- 2番砂留近くの不動院の四叉路を右折して曲がりくねった林道を登ると標高249.8メートルの尾根の上に「銀山城」跡がある。神辺城の城主として、この一帯を支配した杉原氏の居城として知られる。山頂から南と東に派生した支尾根に十数段の連郭と、十数条の竪堀、堀切り、土塁や、石垣などの遺構が残る。備南屈指の要害とされ国人衆の筆頭だった杉原氏の勢力を現代に伝えている。杉原氏の退いた後には、高橋右馬允資高が入城したとされる[12]。